# Anneke van der Feer
Anna (Anneke) van der Feer (Sneek, 25 december 1902 – Amsterdam, 21 januari 1956) was een Nederlands beeldend kunstenaar. Haar schilderijen, tekeningen en grafisch werk tonen een actieve betrokkenheid bij sociaal-maatschappelijke onderwerpen.  

## Leven en werk

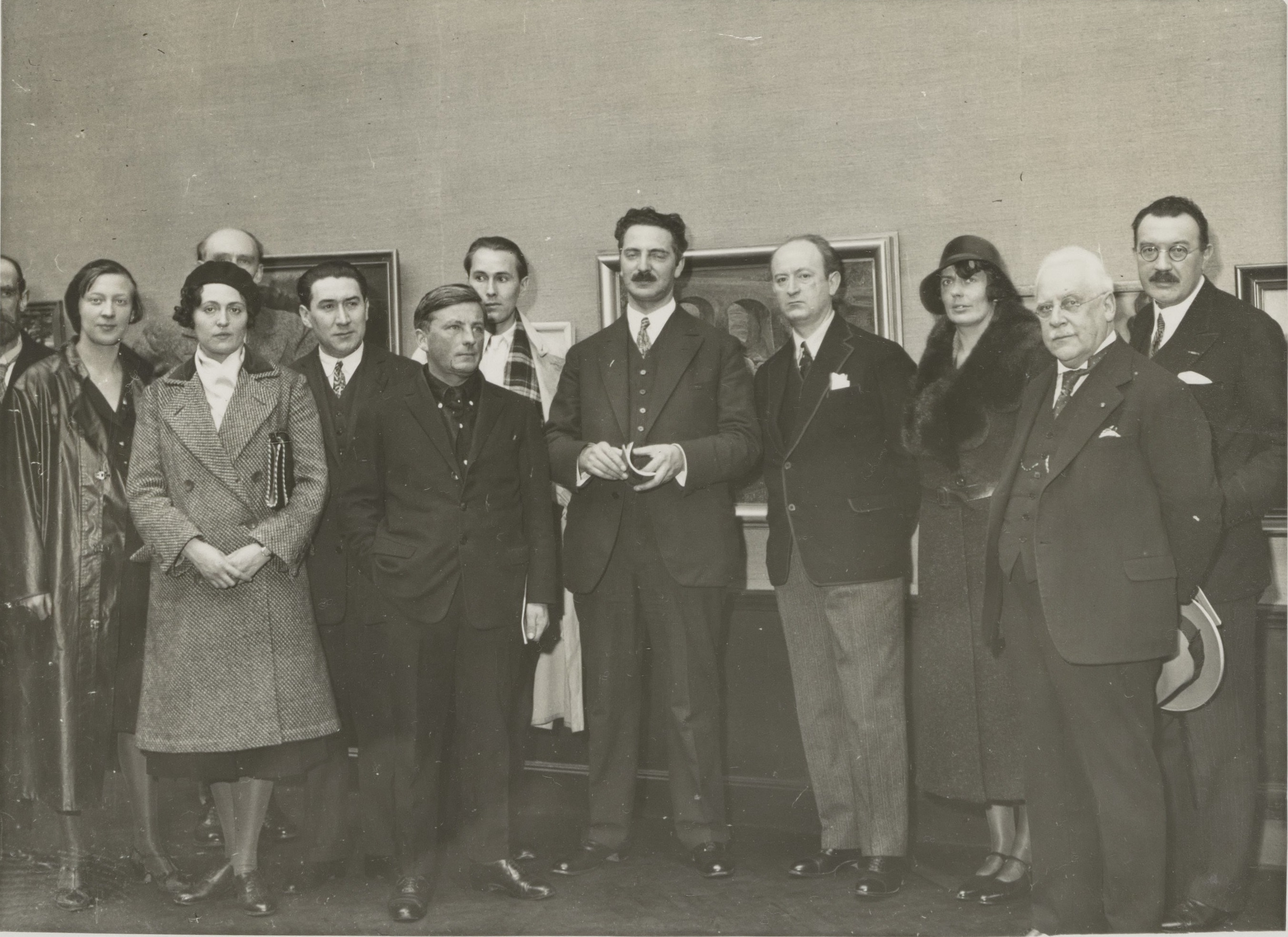
Anneke van der Feer, uiterst links, bij de opening van de tentoonstelling van De Onafhankelijken op 7 november 1931. In het midden Emanuel Boekman, wethouder van kunstzaken, aan zijn linkerzijde Chris Beekman, secretaris van de Onafhankelijken, en rechts Harmen Meurs, voorzitter van De Onafhankelijken. De vrouw naast Anneke van der Feer is Nola Hatterman.

### Van Sneek naar Amsterdam
Anneke van der Feer werd in Sneek geboren en bracht daar het grootste deel van haar jeugd door. Om een kunstopleiding te volgen trok ze in 1924 naar Amsterdam, waar ze een woning vond aan de Albert Cuypstraat. Ze nam les bij de schilder Harmen Meurs. Twee jaar later verhuisde ze naar de bovenste verdieping van Warmoesstraat 10 van waar ze uitkeek over de stad. Ze schilderde het gezicht op de daken aan de oostzijde en vanuit het zolderraam aan het Damrak legde ze het uitzicht op het Centraal Station vast op doek. Haar werk sloot aan bij de Nieuwe Zakelijkheid, een stroming die zich eind jaren twintig van de vorige eeuw manifesteerde in film, fotografie en schilderkunst. In 1926 exposeerde ze voor het eerst bij kunstenaarsvereniging De Onafhankelijken. Al snel nam zij deel aan de organisatie en inrichting van deze halfjaarlijkse tentoonstellingen in het Stedelijk Museum. In de jaren nadien was haar werk daar veelvuldig te zien. Het gezicht op het Centraal Station was het eerste schilderij dat zij in 1929 aan het Stedelijk Museum verkocht. Het Rijksmuseum verwierf begin jaren dertig verschillende werken op papier.

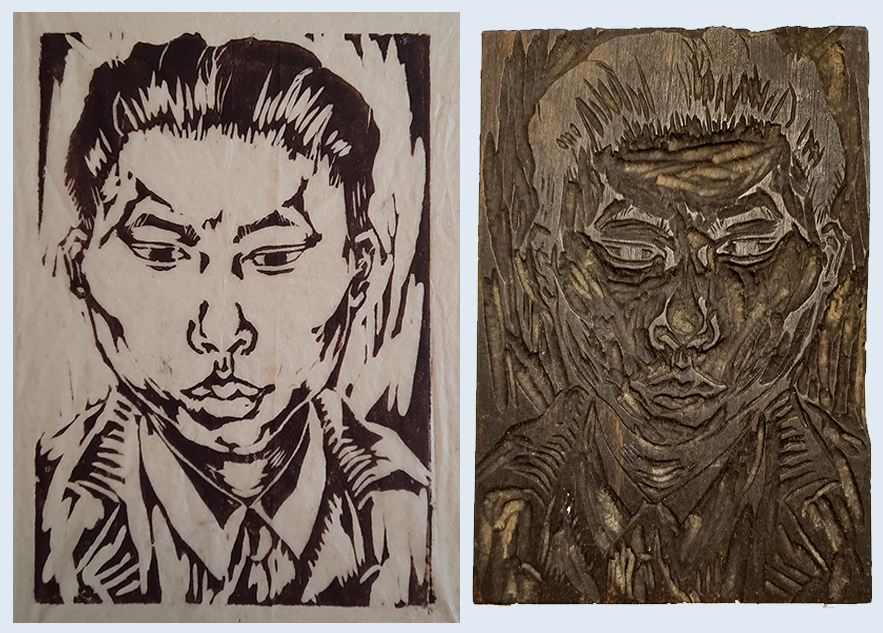
Anneke van der Feer, portret van Cheng Fai. De houtsnede en het houtblok waar de afdruk van is gemaakt.

Naast het schilderen bekwaamde Van der Feer zich in grafische technieken. Ze maakte vooral veel houtdrukken wat begin twintigste eeuw een populair uitdrukkingsmiddel was van kunstenaars. In de catalogus van De Onafhankelijken van 1931 werden twaalf originele van het blok gedrukte houtsneden afgebeeld, waaronder een van Van der Feer. Omstreeks die tijd vervaardigde ze verschillende portretten van vrienden, bekenden en ook een zelfportret. Een aantal daarvan is afgedrukt in het overzichtswerk De moderne grafiek in Nederland en Vlaanderen samengesteld door Gerard Sluyter (1928). Er zijn portretten bewaard gebleven van Joris Ivens en van Cheng Fai, een jonge man van Chinese afkomst die Ivens assisteerde bij de opnamen van zijn eerste films. Een aantal houtblokken en het benodigde gereedschap van Anneke van der Feer zijn opgenomen in de collectie van Europese Stichting Joris Ivens. 
Voor haar vriend Joris Ivens ontwierp ze in 1931 een affiche bij de film Philips Radio, een documentaire die hij in opdracht van het bedrijf maakte. In 1932 schonk Van der Feer de litho aan het Rijksprentenkabinet. Zeventig jaar later kreeg het werk erkenning toen filmtijdschrift Skrien haar ontwerp uitriep tot het ‘mooiste Nederlandse filmaffiche aller tijden’.

### Moskou en Parijs
Van der Feer en Ivens verkeerden in politiek geëngageerde kringen, ze waren onder anderen bevriend met Charley Toorop, Eva Besnyö, Hendrik Marsman en Mark Kolthoff. Wat hen bond was een afkeer van de burgerlijke samenleving en een grote belangstelling voor de ontwikkelingen in Rusland. In de jaren dertig reisden Van der Feer en Ivens samen naar Moskou, Van der Feer woonde en werkte er tussen 1934 en 1938. Ze werd lid van de Kunstenaarsbond, maakte tekeningen van fabrieksarbeiders en vervaardigde tijdens een verblijf in Oekraïne houtsneden van landarbeiders. Haar werk werd in Nederlandse tijdschriften en kranten, zoals De Tribune, gepubliceerd. Het contact met geestverwanten in Nederland bleef behouden en ze werd lid van verschillende actiegroepen die protesteerden tegen het opkomende fascisme in Europa. 
Inmiddels werd het voor kunstenaars steeds moeilijker om zich staande te houden in Rusland en Van der Feer vertrok naar Parijs; Ivens was eerder afgereisd naar de Verenigde Staten. Zij volgde lessen aan de Academie Libre en verleende intussen hand-en-spandiensten bij de opvang van brigadisten die deelnamen aan de Spaanse Burgeroorlog.

### Terug in Amsterdam

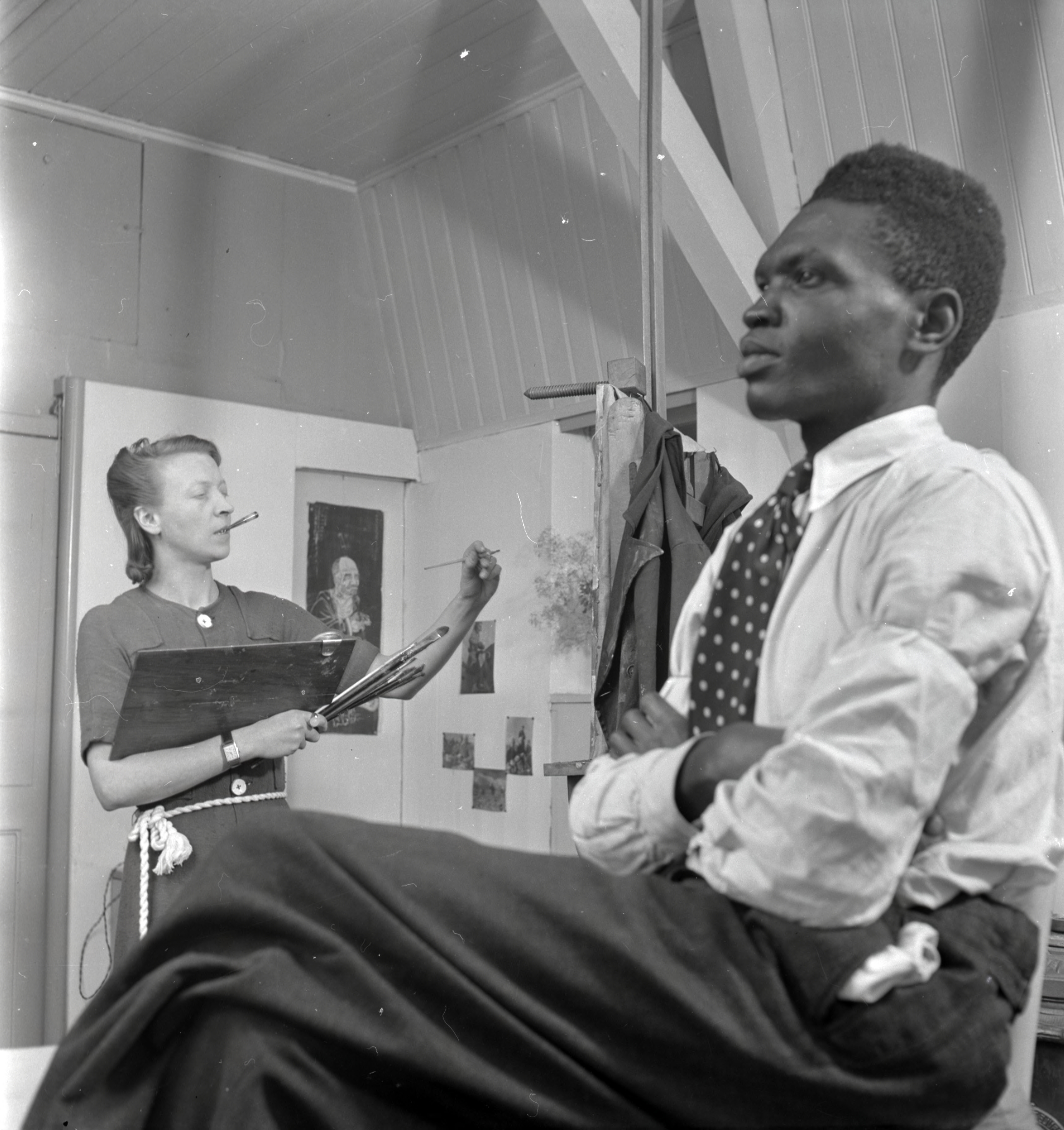
In 1940 schilderde Anneke van der Feer het portret van David Cornelis.

In 1939 keerde zij terug naar Amsterdam en ging wonen op de zolder van Oudezijds Achterburgwal 192. In dat pand woonden ook vormgever Dick Elffers en de fotografen Emmy Andriesse en Ad Windig. Andriesse fotografeerde Anneke van der Feer terwijl ze werkte aan het portret van David Cornelis. Dit schilderij werd in 1940 geëxposeerd bij De Onafhankelijken.
Na het uitbreken van de Tweede Wereldoorlog liet Van der Feer zich niet registreren bij de Nederlandse Kultuurkamer. Ze werd actief in het verzet. Voor zover mogelijk ging zij door met haar artistieke werk. Samen met andere kunstenaars tekende ze naar model bij een van hen thuis. Daar leerde ze Riek de Raat kennen, met wie ze deelnam aan verzetsacties. Ze bleven altijd bevriend.
Beeldend kunstenaars die zich niet hadden geconformeerd aan het cultuurbeleid van de bezetter, verenigden zich direct na de bevrijding in de Beroepsvereniging van Beeldend Kunstenaars (BBK). Van der Feer trad toe tot het bestuur. In die functie was ze betrokken bij de totstandkoming van de landelijke regeling Sociale Bijstand voor Beeldende Kunstenaars, ook bekend als de Beeldende Kunstenaars Regeling (BKR) of de Contraprestatie. Zij nam weer deel aan exposities, stuurde werk in voor de Contraprestatie en voor de Gemeentelijke aankoopregeling. Het ministerie van Sociale Zaken en de gemeente Amsterdam kochten werk van haar. Diverse tekeningen en schilderijen kwamen ter decoratie in overheidsgebouwen te hangen.

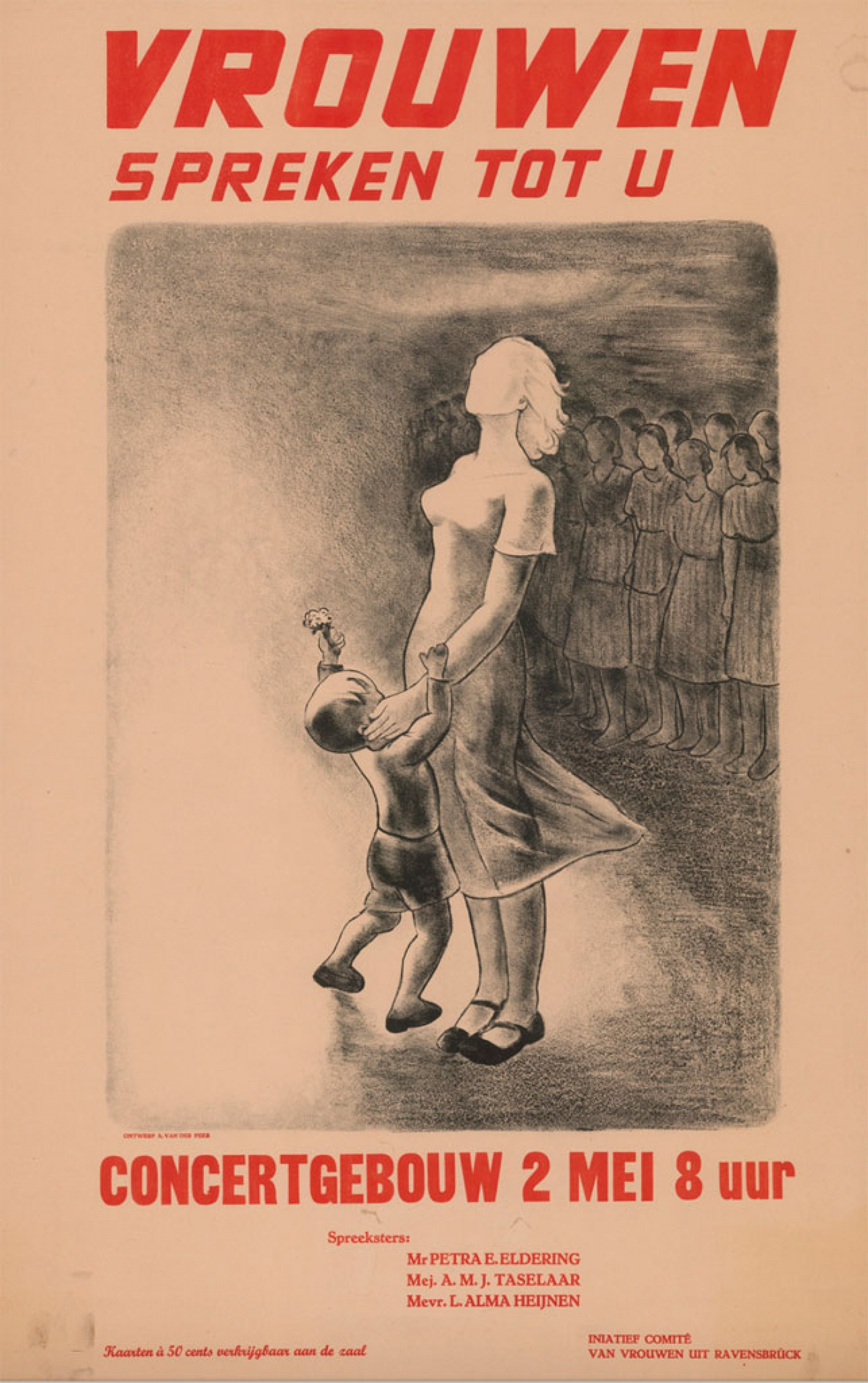
Anneke van der Feer maakte een ontwerp dat voor verschillende affiches werd gebruikt.

Na de oorlog zette Van der Feer haar tekentalent ook in om ideeën over vrede en democratie kracht bij te zetten. Op initiatief van de Stichting Comité Vrouwenconcentratiekamp Ravensbrück en van verzetsvrouwen, werd in 1946 de Nederlandse Vrouwen Beweging (NVB) opgericht. Zij werd lid en leverde beeldmateriaal. De tekening van een moeder en kind met op de achtergrond een groep vrouwen werd voor verschillende doeleinden gebruikt. Het affiche waarmee de Internationale vrouwendag 1952 werd aangekondigd was ook een ontwerp van haar hand.
Voor de communistische krant Voorwaarts trok Anneke van der Feer er op uit om reportages te maken over turfstekers in Drenthe, havenarbeiders in IJmuiden en de zoutwinning in Hengelo. Ze portretteerde Indonesische mannen en vrouwen die betrokken waren bij de onafhankelijkheidsstrijd. Zo werd een dubbelportret afgedrukt op het omslag van het tijdschrift Repoeblik Indonesia, ter gelegenheid van de eerste verjaardag van de Onafhankelijkheidsverklaring. Onderwijl hadden haar werkzaamheden de interesse gewekt van de Binnenlandse Veiligheidsdienst. Die volgde met belangstelling haar gangen, in het bijzonder haar betrekkingen met Joris Ivens. Vanwege zijn sympathie met de Indonesische onafhankelijkheidsstrijd was hij uit de gratie geraakt bij de Nederlandse overheid.

### Joegoslavië
In 1947 reisde Van der Feer naar Joegoslavië. Daar werkten jonge arbeiders uit heel Europa samen met Joegoslavische leeftijdgenoten aan de wederopbouw van het door oorlog geteisterde gebied. In enkele maanden legden ze een spoorlijn aan tussen Sarajevo en Šamac. Joris Ivens filmde op locatie en Anneke van der Feer maakte tekeningen en legde contacten met kunstenaars. Terug in Amsterdam organiseerde ze een tentoonstelling om haar eigen werk, reproducties van Joegoslavische collega’s en documentatiemateriaal over het project te tonen en toe te lichten. De beeldhouwer Jan Havermans schreef een lovende recensie in het blad De Vrije Katheder.

### Zeeland
Vanaf 1950 verbleef Anneke regelmatig in Veere bij haar vriend, de beeldhouwer en schilder Herman Schutte. Hij was werkzaam in de restauratie van door oorlogsgeweld zwaar beschadigde monumenten. Zij tekende hem en zijn collega’s tijdens hun werk evenals de vissers, havenarbeiders en haar buurtgenoten. Ondertussen bleef ze actief in het Amsterdamse culturele leven en exposeerde onder andere in Museum Fodor. Maar Veere, het Zeeuwse landschap en de Zeeuwen vormden een grote bron van inspiratie. Het waren de onderwerpen van haar laatste tekeningen en aquarellen. Begin 1956 werd ze in allerijl overgebracht naar het Binnengasthuis in Amsterdam waar ze op 21 januari aan hartfalen overleed. De kunstschilder Chris Beekman schreef een in memoriam in dagblad De Waarheid.

## Tentoonstellingen (selectie)
- Made in Amsterdam. 100 kunstwerken in 100 jaar 1916-2016, Amsterdam Museum 11-3-2016 tot 1-8-2016
- Vrouwenpalet 1900 – 1950, Kunsthal Rotterdam 24-12-2022 tot 10 april 2023
- Kleur bekennen, Museum Het Warenhuis Axel, 10-12-2022 tot 23-12-2023

## Werken in openbare collecties (selectie)
- Rijksmuseum Amsterdam
- Stedelijk Museum
- Stadsarchief Amsterdam
- Frans Hals Museum
- Rijksdienst Cultureel Erfgoed
- Europese Stichting Joris Ivens
- Museum Arnhem